# Mäntsälä gård
Mäntsälä gård (finska: Mäntsälän kartano) är ett före detta säteri och egendom i byn Mäntsälä i Nummis i Finland. Gården, som ligger i landskapet Nyland vid sjön Valkerpyy, fungerade som Nylands dragonregementes Raseborg kompaniets rusthåll nummer 39. Den nuvarande huvudbyggnaden härstammar från 1820-talet men själva egendomen bildades år 1620.
Några av de viktigaste släkter som ägde gården var Rennerfelt och Ljustén. Mellan år 1919 och 1928 ägdes gården av Centrallaget för Handelslagen i Finland (SOK). SOK använde gården som bostad för arbetarnas föräldralösa barn.

## Historia
Mäntsälä gård bildades år 1620 när två frälsegårdar från år 1573 i byn Mäntsälä slogs ihop. Gårdens säterifrihet från år 1620 upphävdes år 1683 och då blev Mäntsälä gård officiellt ett säteri.
En klädesfabrik och färgstation grundades vid gården år 1846. Senare grundade man också ett tegelbruk på gårdens mark. Den industriella verksamheten har sedan avslutats. I början av 1930 flyttades Nylands lantmansskola till Mäntsälä gård från Hyvinge. Skolan fungerade på gården i fyra år och sedan flyttade den till Vichtis på Olkkala gård. Mäntsälä gård hade också en egen gnidkvarn, hyvelstation och ramsåg i Härkäjokis Myllyniemi. År 1919 byggde SOK en ny kvarn och samtidigt också ett nytt kraftverk vid kvarnen. Kraftverket samt kvarnen avslutade sin verksamhet under 1950-talet.

## Huvudbyggnaden
Det finns två våningar i Mäntsälä gårds huvudbyggnad som byggdes under 1820-talet. Enligt traditionen ritades byggnaden av arkitekten Carl Ludvig Engel. År 1922 återställdes byggnaden till den ursprungliga nyklassiska stilen enligt ritningar från arkitekten Aulanko.